# Kiam Wanesse
Kiam Evan Joseph Wanesse (* 5. November 2001) ist ein neukaledonischer Fußballspieler auf der Position eines Abwehrspielers, der zumeist als Innenverteidiger eingesetzt wird. Seit 2018 steht er im Aufgebot des neukaledonischen Erstligisten AS Wetr und tritt seit demselben Jahr für die neukaledonische Nationalmannschaft in Erscheinung.

## Vereinskarriere
Kiam Wanesse wurde am 5. November 2001 geboren. In seiner Jugend spielte er unter anderem für Taramene Sport und kam bereits als 13-Jähriger ab dem Jahr 2015 in dessen Herrenmannschaft zum Einsatz. Mit dem Verein spielte er bis zu seinem Wechsel zur AS Wetr am Ende des Spieljahres 2017 in der zweitklassigen neukaledonischen Promotion d’Honneur. Ab dem Spieljahr 2018 trat Wanesse für die AS Wetr aus der Hauptstadt Nouméa in der höchsten neukaledonischen Fußballliga in Erscheinung. Davor hatte er im April 2018 noch ein Probetraining bei der ES Troyes AC absolviert, wobei er allerdings nicht überzeugen konnte. Zusammen mit Jekob Jeno, der in weiterer Folge nach einem erfolgreichen Probetraining beim Amiens SC von ebendiesem unter Vertrag gestellt wurde, hatte er die Reise nach Frankreich bestritten.
Nach einem achten Platz im Jahr 2018 erreichte die Mannschaft einen siebenten Platz im Jahr 2019, gefolgt von einem fünften Platz im Jahr 2020. In der Coupe de Nouvelle-Calédonie de football schied er mit der Mannschaft zumeist bereits frühzeitig in der ersten Runde aus; einzig 2019 schaffte er es mit dem Team bis ins Halbfinale. Das Spieljahr wurde nach der Austragung der ersten Runde aufgrund der COVID-19-Pandemie für vier Monate unterbrochen und danach auch nur von Juli bis November in acht weiteren Runden ausgetragen, ehe der Verband das Spieljahr für beendet erklärte. Die vier bestplatzierten Mannschaften spielten sich in einem Play-off den Meistertitel und die beiden Startplätze (Meister und Vizemeister) für die OFC Champions League 2021 aus. Absteiger gab es keine, dafür kamen drei Aufsteiger aus den Provinzen hinzu, sodass das Spieljahr 2021 mit 13 Mannschaften ausgetragen wird.

## Nationalmannschaftskarriere

### U-17
Mit der U-17-Nationalmannschaft seines Heimatlandes nahm er im Februar 2017 an der U-17-Ozeanienmeisterschaft 2017 auf Tahiti teil. Dabei fungierte er als Stammkraft in der Innenverteidigung, wobei er in vier der fünf Spiele seiner Mannschaft eingesetzt wurde. Das Halbfinale gegen die Alterskollegen von den Salomonen verpasste er aufgrund einer Gelbsperre. Trotz einer deutlichen 0:7-Niederlage gegen Neuseeland im Finale qualifizierte sich Neukaledonien als Finalist für die im Oktober 2017 stattfindende U-17-Weltmeisterschaft 2017 in Indien. Bei der WM-Endrunde wurde er in allen drei Gruppenspielen Neukaledoniens eingesetzt und erzielte gleich im ersten Spiel, einer 1:7-Niederlage gegen Frankreich, eines von zwei Eigentoren an diesem Tag. Am Ende schied Wanesse mit seinem Heimatland mit nur einem erreichten Punkt – ein 1:1-Remis im letzten Gruppenspiel gegen Japan – als Letzter der Gruppe E vom laufenden Turnier aus.

### U-20
Im August 2018 nahm er mit dem U-19- bzw. U-20-Nationalteam Neukaledoniens an der U-19-Ozeanienmeisterschaft 2018 auf Tahiti teil. Als Zweiter der Gruppe B schaffte er es mit Neukaledonien in die Finalrunde, schied in dieser knapp mit 1:2 gegen Neuseeland aus, gewann jedoch das Spiel um Platz 3 vier 4:1 über die Salomonen.

### A-Nationalmannschaft
Etwa drei Monate später erhielt Wanesse seiner ersten Einberufung in die A-Nationalmannschaft Neukaledoniens, für die er am 17. November 2018, zwölf Tage nach seinem 17. Geburtstag, in einem Freundschaftsspiel gegen Vanuatu (2:2) debütierte. Weitere vier Monate später kam er am 18. März 2019 auch in einem freundschaftlichen Länderspiel gegen Fidschi zum Einsatz und wurde auch hier nach nur einer Halbzeit ausgewechselt.